# Meesastrild
De meesastrild (Nesocharis shelleyi) is een zangvogel uit de familie Estrildidae (prachtvinken).

## Verspreiding en leefgebied
Deze soort telt 2 ondersoorten:
- N. s. shelleyi: Mount Cameroon (zuidwestelijk Kameroen) en het eiland Bioko.
- N. s. bansoensis: zuidoostelijk Nigeria en westelijk Kameroen.